# JEdit
 (novembre 2020).
Si vous disposez d'ouvrages ou d'articles de référence ou si vous connaissez des sites web de qualité traitant du thème abordé ici, merci de compléter l'article en donnant les références utiles à sa vérifiabilité et en les liant à la section « Notes et références ».
Ne doit pas être confondu avec gedit.
jEdit est un éditeur de texte pour programmeurs disponibles sous GNU GPL. Il est écrit en Java et tourne sous Mac OS X, Windows, Linux et de nombreux autres systèmes d'exploitation. Il existe des dizaines de plugins qui ont des fonctionnalités très variées: de la gestion de projet à l'exécution de commandes. La coloration syntaxique supporte nativement plus de 200 formats de fichiers (d'autres formats peuvent être ajoutés au moyen de fichiers XML). jEdit supporte l'encodage de caractères UTF-8 mais également de nombreux autres.
jEdit est très personnalisable et peut être étendu à l'aide de macros écrits en BeanShell, Jython, JavaScript et quelques autres langages de scripts.
Le projet a été fondé par Slava Pestov et est désormais géré par une équipe de développeurs. L'éditeur est en développement depuis 1998.